# George Tillman Jr.
George Tillman Jr. (Milwaukee, Wisconsin, 26 de enero de 1969) es un productor de cine, guionista y director estadounidense.

## Filmografía
| Año  | Película                               | Función               | Notas                                                                                   |
| ---- | -------------------------------------- | --------------------- | --------------------------------------------------------------------------------------- |
| 1992 | Paula                                  | Screenwriter/director | Cortometraje                                                                            |
| 1995 | Scenes for the Soul                    | Guionista/Director    |                                                                                         |
| 1997 | Soul Food                              | Guionista/Director    |                                                                                         |
| 2000 | Men of Honor                           | Director              | Una obra que protagoniza Robert De Niro y Cuba Gooding Jr..                             |
| 2002 | Barbershop                             | Productor             | Una comedia que protagoniza Cubo de Hielo, Anthony Anderson y Cedric the Entertainer    |
| 2004 | Barbershop 2: Back in Business         | Productor             | Una secuela de comedia que protagoniza Ice Cube, Queen Latifah y Cedric the Entertainer |
| 2005 | Beauty Shop                            | Productor             | Una comedia que protagoniza Queen Latifah                                               |
| 2005 | Roll Bounce                            | Productor             | Una comedia que protagoniza Lazo Uau y Meagan Good                                      |
| 2008 | Nothing Like the Holidays              | Productor             |                                                                                         |
| 2009 | Notorious                              | Director              | Un biopic la película que protagoniza Jamal Woolard como The Notorious B.I.G..          |
| 2010 | Faster                                 | Director              | Una película de acción que protagoniza Dwayne Johnson y Billy Bob Thornton              |
| 2013 | The Inevitable Defeat of Mister & Pete | Productor/Director    | Una obra que protagoniza Anthony Mackie, Jennifer Hudson                                |
| 2015 | The Longest Ride                       | Director              | Protagonizada por Britt Robertson y Scott Eastwood                                      |
| 2018 | The Hate U Give                        | Director              |                                                                                         |
| 2023 | Big George Foreman                     | Director              |                                                                                         |